# Birkhadem
Birkhadem est une commune de la wilaya d'Alger en Algérie, située dans la proche banlieue Sud d'Alger.

## Géographie

### Situation
Birkhadem est située à environ 9 km au sud du centre-ville d'Alger.
| Bir Mourad Raïs | Bir Mourad Raïs                   | Bir Mourad Raïs        |
| Draria          | Birkhadem                         | Kouba, Forêt de Kouba. |
| Saoula          | Djasr Kasentina, Forêt de Saoula. | Kouba                  |

### Transports
La commune de Birkhadem est traversée par la rocade Alger-Blida. Elle ne dispose pas de gare ferroviaire mais d'une gare routière desservant plusieurs destinations.
Plusieurs lignes de bus du réseau de l'Entreprise de transport urbain et suburbain d'Alger (ETUSA) traversent la commune:
- Ligne 34 : Place du 1er Mai - Birkhadem
- Ligne 188 : Ain Naadja Station Metro (Cité 720 Logts) - Birkhadem
- Ligne 645 : Baraki - Bir Mourad Rais / Birkhadem
- Ligne 647 : Baraki - Birkhadem / Ain Naadja

Les lignes des bus de transport privées sont très diversifiées, la commune est liée à beaucoup de communes d'Alger à travers les lignes suivantes :
- Birkhadem - Djasr Kasentina
- Birkhadem - Kouba
- Birkhadem - Bir Mourad Raïs
- Birkhadem - El Anasser
- Birkhadem - Belouizdad
- Birkhadem - Ben Aknoun
- Birkhadem - Dely Ibrahim
- Birkhadem - Bachdjerrah
- Birkhadem - Birtouta
- Birkhadem - Baba Ali
- Birkhadem - Saoula
- Birkhadem - Blida

## Toponymie
Le nom de Birkhadem est un toponyme composé de la base « bir » (de l'arabe classique : bi’r, en arabe algérien : bir) signifiant « puits » et du mot en arabe ayant trait à l'homme khadem signifiant « Serviteur» ; mais ici le mot Serviteur est pris comme nom propre (selon le langage algérien) ; le nom complet de la localité signifie donc « le puits de Khadem ».

## Histoire
À l'époque de la Régence d'Alger, Birkhadem, à l’instar des autres régions du Fahs d'Alger, était un ensemble de féeriques vergers où s’éparpillaient de splendides villas mauresques. A titre indicatif, et non exhaustif, on peut citer :
-Djnane Caïd El Bab (littéralement, jardin du chef de la porte), détenue par le préfet d’Alger.
-Djnane Ben Negro, détenue par le chef de la province.
-Djnane Cheikh El Bled, détenue par le chef de la ville d’Alger.
-Djnane Bensiam, détenue par une famille notable et membre du Diwan (administration).
-Djnane Khaznadar, détenue par le trésorier du Dey.
En avril 1835, par décret du maréchal Clauzel, Birkhadem est incluse parmi les 14 communes rurales de l’Algérois. Elle devient une commune de plein exercice par Ordonnance le 31 décembre 1856. Un capitaine de l'armée nommé Omar Kara achète les terres et construit des bâtiments. Il est très respecté dans la ville[réf. nécessaire].

## Démographie
| 1884  | 1892  | 1902  | 1912  | 1923  | 1936  | 1954  | 1960   | 1966   |
| ----- | ----- | ----- | ----- | ----- | ----- | ----- | ------ | ------ |
| 2 079 | 2 893 | 2 517 | 3 040 | 3 425 | 5 561 | 9 161 | 19 918 | 16 796 |

| 1977   | 1987   | 1998   | 2008   | 2009   | 2010   | - | - | - |
| ------ | ------ | ------ | ------ | ------ | ------ | - | - | - |
| 29 431 | 38 536 | 55 084 | 77 749 | 82 364 | 86 098 | - | - | - |

## Équipements
Le territoire de la ville de Birkhadem est parsemé d'équipements éducatifs comme les établissements scolaires; on peut citer :
Écoles Primaires :
- École Frères Merbah
- École Merbah Aloune
- École Mohamed Aftouche
- École Mohamed Kheireddine
- École Mohand Ghabaryout
- École Mohamed Amirouche
- École Slimane Kerrouche
- École Ahmed Boulaiche
- École Ahmed Beggar
- École Zaidi Abderrahmane (ex Sidi M'barek)
- École Charef Said
- École Ahmed Oulami
- École Mihoubi Mohamed
- École Ahmed Amiriche
- École Mohamed Mohammedi
- École Frères Bala
- École Mahfoud Saker
- École Youcef Iftene
- École Hamid Aoun

Collèges :
- CEM Colonel Bougara
- CEM Si El Houasse
- CEM Tahar Bouchet
- CEM Mohamed Zemal
- CEM Tabet Ben Kora
- CEM Meguenouche Mustapha

Lycées :
- Lycée Zahoual Aomar
- Lycée Seddik Abdellah
- Lycée Mustapha Ourari

Elle abrite le siège national de la Caisse nationale des retraites (CNR). Ainsi que plusieurs centres commerciaux qui attire des milliers de visiteurs des communes voisines  chaque année.
Birkhadem dispose d'une bibliothèque municipale.

## Sport
- Club de football du Chabab Riadhi Madinet Birkhadem CRMB (jaune et noir).
- Club de football de l'Etoile Sportive Birkhadem ERB (bleu et blanc).
- Club de basket-ball de l'Union Sportif Birkhadem USB (bleu et blanc).

## Quartiers
- Centre : Birkhadem centre-ville,kaid el bab, Halloufa, Résidence Serapi, Djenane Maouche, Djenane Meziane, Djenane Djiou, Djenane El Karma, Cité Azhar, Peytavi, Chemin romain, Clos St Jean ,kacimi bachir
- Est : Sidi M'barek, Zonca (Lts Stade, Cité 804 logts (Sorecal) et Laâbaybiya incluses), Scotto...
- Ouest : Domaine Ouadah, Tixesraine...
- Nord : Les vergers, La cote, Lts Es-solh, Cardona...
- Sud : Djenane Sfari, Djenane el Afia, Cité Mezoir, Chemin romain...

## Mosquées
- Mosquée Abdelhamid Bnou Badis (Birkhadem centre-ville)
- Mosquée Atawba (Petavi)
- Mosquée Salmane Al Farissi (Chemin romain)
- Mosquée Nour el Islam (Zonca)
- Mosquée Bilal Bnou Rabah (Sidi M'barek)
- Mosquée Abderrahmane Bnouaouf (Les vergers)
- Mosquée Djenane Sfari